# Cristești (Holboca), Iași
Cristești este un sat în comuna Holboca din județul Iași, Moldova, România. Situat la aproximativ 15 kilometri distanță de centrul orașului Iași și la 8 kilometri de satul Ungheni, Cristești este o localitate de frontieră, relativ mică. Singurul punct reprezentativ pentru acest sat este Gara Cristești, o stație de triaj CFR cu un trafic de luat în seamă.